# Procès de Khabarovsk
Les procès de Khabarovsk désignent une série de procès pour crimes de guerre qui se déroulent entre le 25 et le 31 décembre 1949, dans la cité industrielle soviétique de Khabarovsk, la plus grande ville de l'Extrême-Orient russe, à la frontière entre la Chine et l'URSS. Douze membres de l'armée japonaise du Guandong, basée en Mandchourie, sont jugés et condamnés par la justice soviétique pour production et usage d'armes biologiques durant la Seconde Guerre mondiale.

## Contexte
À la fin de la Seconde Guerre mondiale sur le front du Pacifique, les actes de l'armée impériale japonaise dans les territoires qu'elle a conquis sont examinés de près par les vainqueurs. Plusieurs procès ont lieu pour juger les crimes de guerre, de manière globale devant le tribunal militaire international pour l'Extrême-Orient, qui se veut le pendant asiatique du procès de Nuremberg, ou de manière plus locale, comme le tribunal de Nankin.

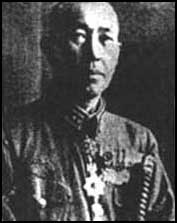
Shirō Ishii.

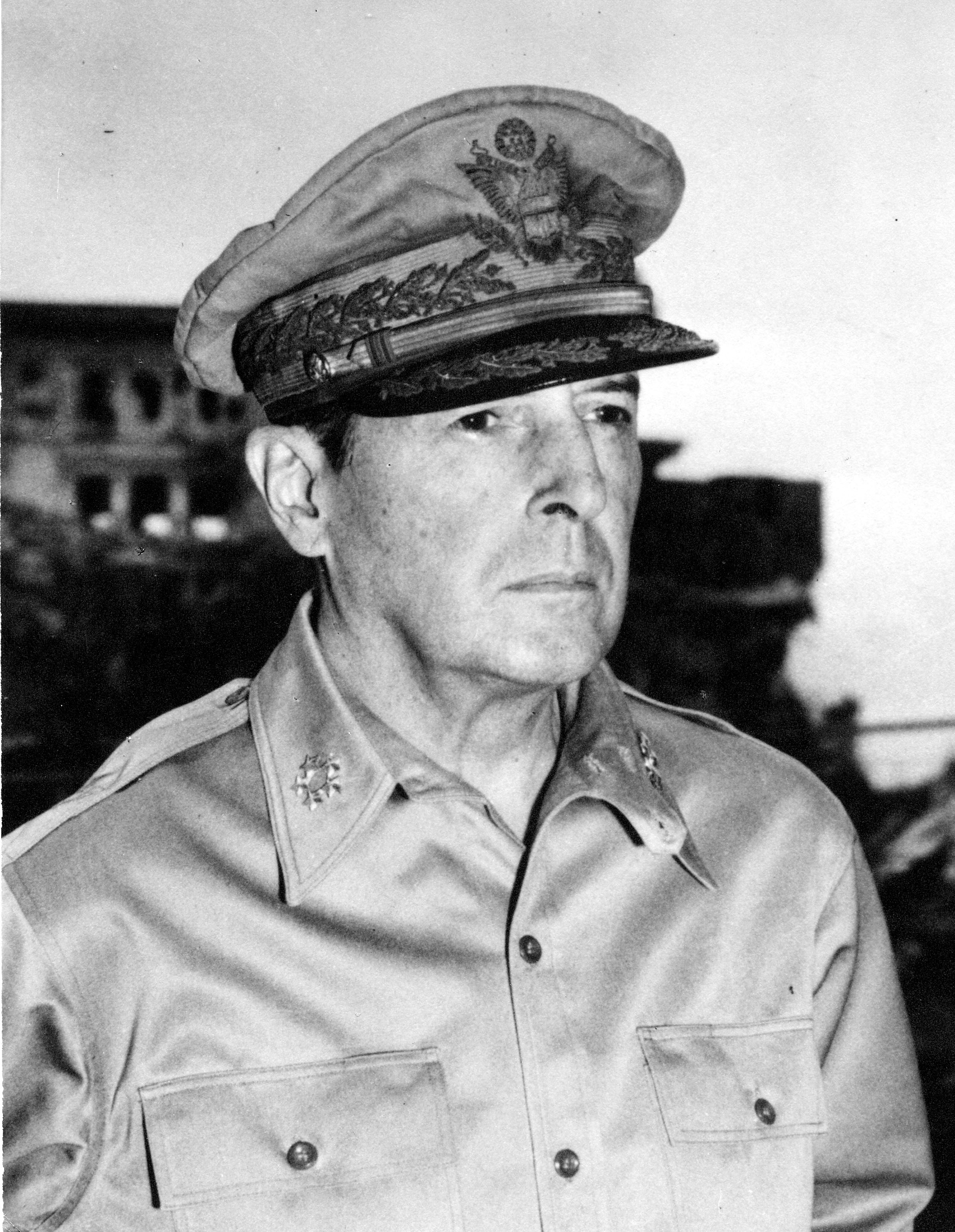
Douglas MacArthur en 1945.

Toutefois, comme en Europe, les vainqueurs ont passé des accords pour permettre à certains criminels, suivant l'importance des découvertes qu'ils ont pu faire durant la guerre, d'échapper à ces mises en accusation. Les États-Unis ont promis notamment dès septembre 1945 (par la voix du général MacArthur) l'immunité au général Shirō Ishii, commandant une unité militaire de recherche bactériologique, l'unité 731, et à ses collaborateurs ; l'immunité lui est ensuite accordée pleinement en 1948, bien que l'utilisation de prisonniers de guerre américains comme cobayes humains ait été rapportée au haut commandement dès novembre.
Mais en Mandchourie, dans l'ancien État fantoche du Mandchoukouo, les Soviétiques font prisonniers une douzaine de responsables impliqués dans le programme militaire bactériologique, liés aux laboratoires disposés par Shirō Ishii le long de la frontière sino-mandchoue. Outre Otozō Yamada, dernier commandant en chef de l'armée japonaise du Guandong, et directement responsable de l'unité 731, ces prisonniers ont tous travaillé dans cette unité à des postes importants, administratifs ou techniques. Qui plus est, l'armée soviétique se saisit des archives des laboratoires qui ont échappé à la destruction. Un procès public est alors organisé dans la ville de Khabarovsk, ville-frontière de Sibérie orientale. Le procès dure du 25 au 30 décembre 1949.
Durant celui-ci, les accusés, tels le major général Kiyoshi Kawashima, témoignent que dès 1941, une quarantaine de membres de l'unité 731 font parachuter des puces infectées par le virus de la peste sur la ville chinoise de Changde. Ces opérations déclenchent des épidémies de peste,. Les autres « faits d'armes » de l'unité sont également dévoilés au cours de l'instruction. Le 29 décembre, le procureur L. N. Smirnov entame son réquisitoire, ciblant à la fois les accusés présents et les absents — dont l'empereur Hirohito —, ayant été protégés par les Américains.
Parfaitement au courant de la réalité des faits reprochés, les États-Unis qualifient néanmoins les procès de Khabarovsk de « propagande », la guerre froide succédant à la guerre mondiale. Joseph B. Keenan (en), procureur en chef au Tribunal international d'Extrême-Orient, tout comme le général MacArthur, nient toute implication du Japon dans un programme de guerre biologique, tout comme ils nient que des prisonniers de guerre américains aient pu être les victimes d'expériences de ce type,.
La totalité des accusés a plaidé coupable pour les accusations de crimes de guerre, mais aucun n'est condamné à mort, la peine de mort n'existant plus en Union Soviétique en 1949. Les peines infligées vont de deux à vingt-cinq ans de travaux forcés en camp de travail. En 1956, ceux qui sont encore détenus sont libérés et rapatriés au Japon. La légèreté du verdict prononcé et la libération anticipée des derniers prisonniers laisse penser que les Soviétiques ont également pu bénéficier des connaissances de leurs détenus.
En 1950, l'Union soviétique publie les minutes du procès en anglais. L'ouvrage regroupant ces minutes est intitulé Materials on the Trial of Former Servicemen of the Japanese Army Charged with Manufacturing and Employing Bacteriological Weapons, incluant les documents issus de l'enquête préliminaire (l'acte d'accusation, des preuves écrites, les rapports des interrogatoires), les témoignages des accusés et des témoins, les dernières demandes d'appel des accusés, des rapports d'expertises, et les plaidoyers du procureur et des avocats dans leur version intégrale.
Selon l'un des experts en bioéthique :

« Malgré une tonalité idéologique forte, et de nombreuses lacunes évidentes, telle que l'absence de participation des autres pays concernés, le procès établit au-delà du doute raisonnable que l'armée japonaise avait préparé et déployé des armes bactériologiques, et que les chercheurs japonais avaient mené des expériences cruelles sur des êtres humains. Cependant, le procès, ainsi que les preuves présentées à la cour et ses principales conclusions — qui se révélèrent d'une précision remarquable — furent rejetés en tant que propagande communiste, et totalement ignorés par l'Ouest jusqu'aux années 1980. »

L'historien Sheldon Harris (en) décrit le procès dans son ouvrage sur l'unité 731 :

« Les preuves présentées durant les débats furent fondés sur dix-huit recueils d'interrogatoires et de matériel documentaire rassemblés par l'enquête menée durant les quatre années précédentes. Certains de ces volumes comprenaient plus de quatre cents pages de dépositions [...]. Contrairement aux procès de Moscou des années 1930, les aveux japonais faits au procès de Khabarovsk furent fondés sur des faits et non sur l'imagination de leurs gardiens. »

Harris nota également les polémiques abordées par le procès, qui relia l'empereur Hirohito au programme de guerre biologique du Japon. Il releva également les accusations concernant ce programme d'expérimentations sur les prisonniers de guerre alliés.
Un des experts présentés par les procureurs durant les procès, N. N. Zhukov-Verezhnikov, fit partie ultérieurement d'une commission d'enquête internationale composée de scientifiques, dirigée par Joseph Needham, qui enquêta sur les accusations de guerre biologique de la Chine et la Corée du Nord durant la guerre de Corée, envers les États-Unis,. Le rapport de la commission, très critiqué par les Américains, précise notamment que « les peuples de la Corée et de la Chine ont vraiment constitué des cibles pour les armes bactériologiques. Ces armes ont été employées par les forces armées des États-Unis d'Amérique, qui se sont servies dans ce but d'un grand nombre de méthodes dont quelques-unes semblent avoir été mises au point à partir de celles appliquées par l'armée japonaise durant la Seconde Guerre mondiale ».

## Liste des accusés

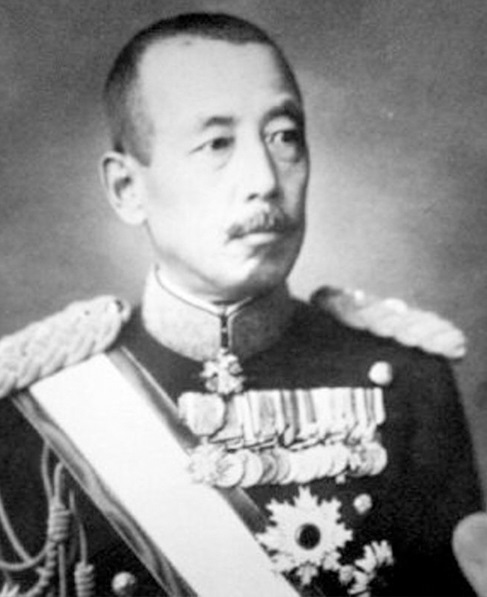
Otozō Yamada, plus haut gradé jugé à Khabarovsk.

- Général Otozō Yamada, commandant en chef de l'armée du Guandong
  - 25 ans d'emprisonnement
- Lieutenant général Kajitsuka Ryuji, chef de l'administration médicale
  - 25 ans d'emprisonnement
- Lieutenant général Takahashi Takaatsu, chef du service vétérinaire
  - 25 ans d'emprisonnement
- Major général Kawashima Kiyoshi, chef de l'unité 731
  - 25 ans d'emprisonnement
- Major général Sato Shunji, chef du service médical de la 5e armée
  - 20 ans d'emprisonnement
- Lieutenant-colonel Nishi Toshihide, chef d'une section de l'unité 731
  - 20 ans d'emprisonnement
- Major Karasawa Tomio, chef d'une autre section de l'unité 731
  - 18 ans d'emprisonnement
- Major Onoue Masao, chef d'une autre section de l'unité 731
  - 12 ans d'emprisonnement
- Lieutenant Hirazakura Zensaku, chercheur de l'unité 100
  - 10 ans d'emprisonnement
- Sergent Mitomo Kazuo, membre de l'unité 100 (en)
  - 15 ans d'emprisonnement
- Caporal Kikuchi Norimitsu, membre du personnel médical assigné à la section 643 de l'unité 731
  - 2 ans d'emprisonnement
- Kurushima Yuji, laborantin assigné à la section 162 de l'unité 731
  - 3 ans d'emprisonnement